# VT100

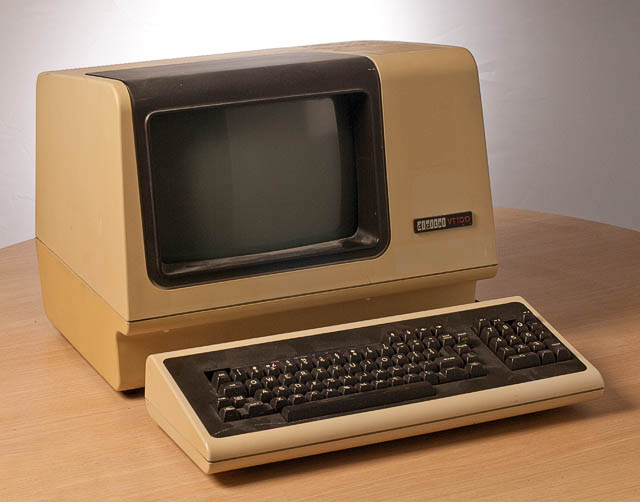
VT100

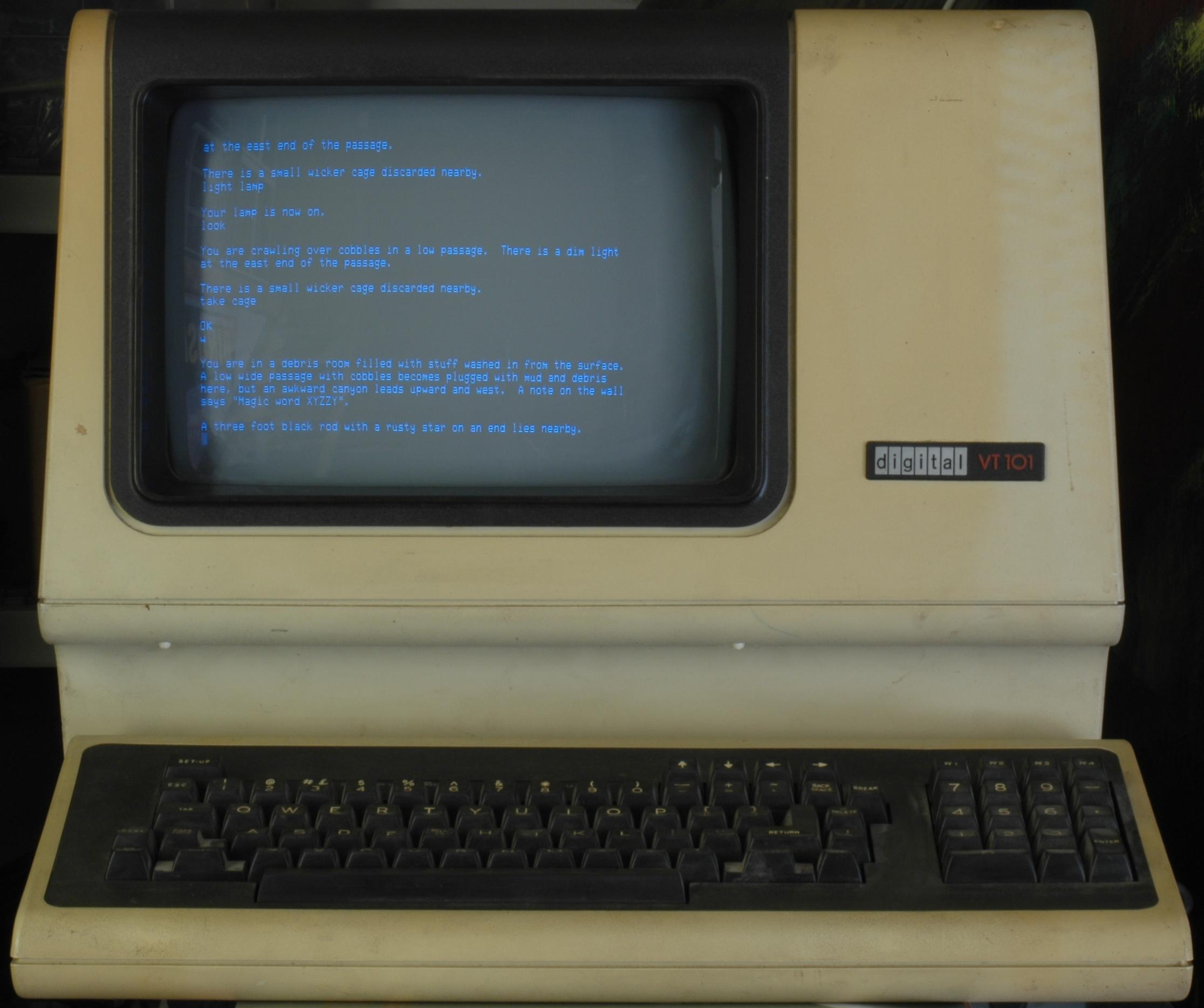
Kostenreduziertes Nachfolgemodell VT101

VT100 ist ein ASCII-Computer-Terminal, hergestellt von der Firma Digital Equipment Corporation (DEC) in den Jahren 1978 bis 1983.
Als eines der ersten Computerterminals hat es ANSI-Escapesequenzen zur Steuerung des Cursors und anderer Aufgaben unterstützt und es führte auch eine Zahl weiterer Codes ein etwa um die LED der Tastatur zu kontrollieren. Durch die große Verbreitung des VT100, seiner Nachfolger und Nachahmer wurden die Escape-Sequenzen zum de facto-Standard für Terminalemulation (VT100/102-Standard).
Die VT100-Serie, speziell das Modell VT102, waren so erfolgreich, dass DEC damit zum Marktführer für Computer-Terminals aufstieg. Auch die Nachfolgerserie VT200, die DEC ab 1983 herstellte, war sehr erfolgreich, so dass DEC einen kumulativen Absatz von mehr als 6 Millionen Geräten verzeichnen konnte.

## Funktion
Das VT100-Terminal konnte auf seinem 30 cm (12 Zoll) Monochrom-Bildschirm 24 Zeilen zu 80 US-ASCII-Zeichen oder alternativ 14 Zeilen mit 132 Zeichen darstellen. Die Ausgabe zeichenorientierter Grafik (Semigrafik), inverser, blinkender oder vergrößerter Schrift wurde durch ANSI-Escapesequenzen ermöglicht. Es verfügte über eine erweiterte Schreibmaschinentastatur (83 Tasten, QWERTY-Belegung) mit einigen Funktionstasten. Über eine seiner seriellen Schnittstellen (EIA-232 (RS-232) oder, optional einen 20-mA-Fernschreiber-Anschluss) wurde es an den Host-Rechner angeschlossen. Verbreitete Nutzung fand dieses Bildröhrenterminal an DEC-Großrechnern (Mainframes: DECsystem 10, DECsystem 20 und VAX 11) sowie DEC-Rechnern der Minicomputer-Klasse (PDP-11) unter den DEC-Mehrbenutzer-Betriebssystemen wie RSX-11 und VMS.
Das VT100 war ein Low-Cost-Produkt und ersetzte den elektromechanischen DEC-Fernschreiber „Teletype“ (ASR-33 und LA36) und das ältere Terminal VT52 und wurde seinerseits von der VT200-Reihe abgelöst. Der ESCAPE-Steuercodesatz und die bereits weit früher definierten (Datenfluss-)Steuerbefehle des US-ASCII-Zeichensatzes (96 Zeichen) waren ein De-facto-Standard, den eine Vielzahl von Geräten unterschiedlicher Hersteller unterstützte (VT100-Mode).
Ab 1982 wurde unter der Bezeichnung VT180 eine spezielle Version des VT100-Terminals mit zusätzlich eingebauter Z80-Karte angeboten. Dieses Gerät konnte wahlweise als Terminal oder als Computer unter dem Betriebssystem CP/M verwendet werden.
Ab 1983 wurden die Nachfolgemodelle der Reihe VT200 ausgeliefert.

## Bildschirmsteuerung
Als VT100 wird insbesondere auch die Bildschirmsteuerung des VT100-Terminals durch Escape-Sequenzen, basierend auf ANSI-Standards, bezeichnet. Dabei werden anstelle von darzustellenden Buchstaben und Zahlen definierte Zeichenfolgen als Steueranweisungen an das Terminal gesendet, die mit dem Zeichen „Escape“ (ASCII dezimal 27, hexadezimal 1B) beginnen. Beispielsweise wird der Bildschirm mit der Zeichenfolge ESC[2J gelöscht, der Cursor mit ESC[0;0H auf Zeile 0, Spalte 0 positioniert, das Zeichenattribut mit ESC[7m auf invers (Hintergrund hell, Vordergrund dunkel) und mit ESC[0m zurückgeschaltet usw. Andere Bildschirmhersteller brachten eigene Produkte auf den Markt, die in gleicher Weise funktionierten (VT100-Emulation). Im weiteren Verlauf wurde auf Mikrocomputern, speziell Personal Computern (PCs) vermehrt Software (Terminalemulation) eingesetzt, die die VT100-Funktionen nachbildet. Durch die preisgünstige, multifunktionale Nutzung von PCs als Terminals wurden eigenständige Terminals zunehmend verzichtbar.
Die VT-100-Steuerung ist bis heute ein Quasi-Standard und wurde von zahlreichen Terminal-Herstellern (u. a. Tandberg Data, TeleVideo, Wyse Technology) unterstützt. Ebenso emuliert übliche Terminalsoftware VT100, z. B. die Freeware Tera Term sowie nahezu jede xterm-Implementierung.